# Функция распределения простых чисел
В математике функция распределения простых чисел, или пи-функция {\displaystyle \pi (x)}, — это функция, равная числу простых чисел, меньших либо равных действительному числу {\displaystyle x}  (обозначение {\displaystyle \pi (x)} никак не связано с числом пи).

Значения пи-функции для первых 60 натуральных чисел

## История
Большой интерес в теории чисел представляет скорость роста пи-функции. В конце XVIII столетия Гауссом и Лежандром было выдвинуто предположение, что пи-функция оценивается величиной
{\displaystyle {\frac {x}{\ln x}}}
в том смысле, что
{\displaystyle \lim \limits _{x\to +\infty }{\frac {\pi (x)}{x/\ln x}}=1.}
Это утверждение — теорема о распределении простых чисел. Оно эквивалентно утверждению
{\displaystyle \lim \limits _{x\to +\infty }{\frac {\pi (x)}{\operatorname {li} (x)}}=1}
где {\displaystyle \operatorname {li} } — это интегральный логарифм. Теорема о простых числах была впервые доказана в 1896 Жаком Адамаром и независимо Валле-Пуссеном с использованием дзета-функции Римана, введенной Риманом в 1859. Точнее, рост {\displaystyle \pi (x)} сейчас описывается формулой
{\displaystyle \pi (x)=\operatorname {li} (x)+O{\bigl (}xe^{-{\sqrt {\ln x}}/15}{\bigr )}.}
Когда {\displaystyle x} не сильно велико, {\displaystyle \operatorname {li} (x)} больше, чем {\displaystyle \pi (x)}, однако разность {\displaystyle \pi (x)-\operatorname {li} (x)} меняет свой знак бесконечное число раз. Наименьшее натуральное число, при котором происходит смена знака, называется числом Скьюза.
Доказательства теоремы о простых числах, не использующие дзета-функцию или комплексный анализ, были найдены в 1948 году Атле Сельбергом и Полом Эрдёшом (в основной части независимо).

## Таблицы для функцийπ(x),xln⁡x,li⁡(x){\displaystyle \pi (x),{\frac {x}{\ln x}},\operatorname {li} (x)}
В следующей таблице показан рост функций {\displaystyle \pi (x),{\frac {x}{\ln x}},\operatorname {li} (x)} для {\displaystyle x}, равного степеням 10.
| x    | π(x)                               | π(x) − x / ln x                 | li(x) − π(x)    | x / π(x) | π(x)/x (доля простых чисел) |
| ---- | ---------------------------------- | ------------------------------- | --------------- | -------- | --------------------------- |
| 10   | 4                                  | −0,3                            | 2,2             | 2,500    | 40 %                        |
| 102  | 25                                 | 3,3                             | 5,1             | 4,000    | 25 %                        |
| 103  | 168                                | 23                              | 10              | 5,952    | 16,8 %                      |
| 104  | 1 229                              | 143                             | 17              | 8,137    | 12,3 %                      |
| 105  | 9 592                              | 906                             | 38              | 10,425   | 9,59 %                      |
| 106  | 78 498                             | 6 116                           | 130             | 12,740   | 7,85 %                      |
| 107  | 664 579                            | 44 158                          | 339             | 15,047   | 6,65 %                      |
| 108  | 5 761 455                          | 332 774                         | 754             | 17,357   | 5,76 %                      |
| 109  | 50 847 534                         | 2 592 592                       | 1 701           | 19,667   | 5,08 %                      |
| 10   | 455 052 511                        | 20 758 029                      | 3 104           | 21,975   | 4,55 %                      |
| 1011 | 4 118 054 813                      | 169 923 159                     | 11 588          | 24,283   | 4,12 %                      |
| 1012 | 37 607 912 018                     | 1 416 705 193                   | 38 263          | 26,590   | 3,76 %                      |
| 1013 | 346 065 536 839                    | 11 992 858 452                  | 108 971         | 28,896   | 3,46 %                      |
| 1014 | 3 204 941 750 802                  | 102 838 308 636                 | 314 890         | 31,202   | 3,20 %                      |
| 1015 | 29 844 570 422 669                 | 891 604 962 452                 | 1 052 619       | 33,507   | 2,98 %                      |
| 1016 | 279 238 341 033 925                | 7 804 289 844 393               | 3 214 632       | 35,812   | 2,79 %                      |
| 1017 | 2 623 557 157 654 233              | 68 883 734 693 281              | 7 956 589       | 38,116   | 2,62 %                      |
| 1018 | 24 739 954 287 740 860             | 612 483 070 893 536             | 21 949 555      | 40,420   | 2,47 %                      |
| 1019 | 234 057 667 276 344 607            | 5 481 624 169 369 960           | 99 877 775      | 42,725   | 2,34 %                      |
| 1020 | 2 220 819 602 560 918 840          | 49 347 193 044 659 701          | 222 744 644     | 45,028   | 2,22 %                      |
| 1021 | 21 127 269 486 018 731 928         | 446 579 871 578 168 707         | 597 394 254     | 47,332   | 2,11 %                      |
| 1022 | 201 467 286 689 315 906 290        | 4 060 704 006 019 620 994       | 1 932 355 208   | 49,636   | 2,01 %                      |
| 1023 | 1 925 320 391 606 803 968 923      | 37 083 513 766 578 631 309      | 7 250 186 216   | 51,939   | 1,92 %                      |
| 1024 | 18 435 599 767 349 200 867 866     | 339 996 354 713 708 049 069     | 17 146 907 278  | 54,243   | 1,84 %                      |
| 1025 | 176 846 309 399 143 769 411 680    | 3 128 516 637 843 038 351 228   | 55 160 980 939  | 56,546   | 1,77 %                      |
| 1026 | 1 699 246 750 872 437 141 327 603  | 28 883 358 936 853 188 823 261  | 155 891 678 121 | 58,850   | 1,70 %                      |
| 1027 | 16 352 460 426 841 680 446 427 399 | 267 479 615 610 131 274 163 365 | 508 666 658 006 | 61,153   | 1,64 %                      |
Колонка значений {\displaystyle \pi (x)} — это последовательность A006880 в энциклопедии целочисленных последовательностей OEIS, {\displaystyle \pi (x)-\left\lfloor {\frac {x}{\ln x}}+0{,}5\right\rfloor } — последовательность A057835, а {\displaystyle \lfloor \operatorname {li} (x)+0{,}5\rfloor -\pi (x)} — последовательность A057752.

## Алгоритмы вычисления пи-функции
Простой способ найти {\displaystyle \pi (x)}, если {\displaystyle x} не очень велико, — применить решето Эратосфена, выдающего простые числа, не превосходящие {\displaystyle x}, и подсчитать их.
Более продуманный способ вычисления {\displaystyle \pi (x)} был дан Лежандром: если {\displaystyle p_{1},p_{2},\ldots ,p_{k}} — различные простые числа, то число целых чисел, не превосходящих заданного числа {\displaystyle x} и не делящихся на все {\displaystyle p_{i}}, представимо в виде
{\displaystyle \lfloor x\rfloor -\sum _{i}\left\lfloor {\frac {x}{p_{i}}}\right\rfloor +\sum _{i<j}\left\lfloor {\frac {x}{p_{i}p_{j}}}\right\rfloor -\sum _{i<j<k}\left\lfloor {\frac {x}{p_{i}p_{j}p_{k}}}\right\rfloor +\cdots }
(где {\displaystyle \lfloor \cdots \rfloor } обозначает целую часть). Следовательно, полученное число равно
{\displaystyle \pi (x)-\pi \left({\sqrt {x}}\right)+1,}
если числа {\displaystyle p_{1},p_{2},\ldots ,p_{k}} — это все простые числа, не превосходящие {\displaystyle {\sqrt {x}}}.
В 1870—1885 годах Эрнст Майссель в серии статей описал (и использовал) практический комбинаторный способ вычисления {\displaystyle \pi (x)}. Пусть {\displaystyle p_{1},p_{2},\ldots ,p_{n}} — первые {\displaystyle n} простых чисел. Обозначим через {\displaystyle \Phi (m,n)} число натуральных чисел, не превосходящих {\displaystyle m}, которые не делятся ни на одно {\displaystyle p_{i}}. Тогда
{\displaystyle \Phi (m,n)=\Phi (m,n-1)-\Phi \left(\left[{\frac {m}{p_{n}}}\right],n-1\right).}
Возьмем натуральное {\displaystyle m}, если {\displaystyle n=\pi \left({\sqrt[{3}]{m}}\right)} и если {\displaystyle \mu =\pi \left({\sqrt {m}}\right)-n}, то
{\displaystyle \pi (m)=\Phi (m,n)+n(\mu +1)+{\frac {\mu ^{2}-\mu }{2}}-1-\sum _{k=1}^{\mu }\pi \left({\frac {m}{p_{n+k}}}\right).}
Используя этот подход, Майссель вычислил {\displaystyle \pi (x)} для {\displaystyle x=5\cdot 10^{5};10^{6};10^{7};10^{8}}.
В 1959 году Деррик Генри Лемер расширил и упростил метод Майсселя. Для действительного {\displaystyle m} и натуральных {\displaystyle n,k} пусть {\displaystyle P_{k}(m,n)} — количество чисел, не превосходящих m и имеющих ровно k простых множителей, не превосходящих {\displaystyle p_{n}}, а {\displaystyle P_{0}(m,n)=1}. Тогда
{\displaystyle \Phi (m,n)=\sum _{k=0}^{+\infty }P_{k}(m,n)}
где сумма явно всегда имеет конечное число ненулевых слагаемых. Пусть {\displaystyle y} — целое, такое, что {\displaystyle {\sqrt[{3}]{m}}\leqslant y\leqslant {\sqrt {m}}}, и положим {\displaystyle n=\pi (y)}. Тогда {\displaystyle P_{1}(m,n)=\pi (m)-n} и {\displaystyle P_{k}(m,n)=0} при {\displaystyle k\geqslant 3}. Следовательно
{\displaystyle \pi (m)=\Phi (m,n)+n-1-P_{2}(m,n)}
Вычисление {\displaystyle P_{2}(m,n)} может быть получено следующим способом:
{\displaystyle P_{2}(m,n)=\sum _{y<p\leqslant {\sqrt {m}}}\left(\pi \left({\frac {m}{p}}\right)-\pi (p)+1\right)}
С другой стороны, вычисление {\displaystyle \Phi (m,n)} может быть выполнено с помощью следующих правил:
1. {\displaystyle \Phi (m,0)=\lfloor m\rfloor }
2. {\displaystyle \Phi (m,b)=\Phi (m,b-1)-\Phi \left({\frac {m}{p_{b}}},b-1\right)}

Используя этот метод и IBM 701, Лемер смог вычислить {\displaystyle \pi \left(10^{10}\right)}.
Дальнейшие усовершенствования этого метода получили Lagarias, Miller, Odlyzko, Deleglise и Rivat.
Китайский математик Hwang Cheng использовал следующие тождества:
{\displaystyle e^{(a-1)\Theta }f(x)=f(ax),}
{\displaystyle J(x)=\sum _{n=1}^{\infty }{\frac {\pi (x^{1/n})}{n}}}
и, полагая {\displaystyle x=e^{t}}, выполняя преобразование Лапласа обеих частей и применяя сумму геометрической прогрессии с {\displaystyle e^{n\Theta }}, получил выражение:
{\displaystyle {\frac {1}{2{\pi }i}}\int _{c-i\infty }^{c+i\infty }g(s)t^{s}\,ds=\pi (t)}
{\displaystyle {\frac {\ln \zeta (s)}{s}}=(1-e^{\Theta (s)})^{-1}g(s)}
{\displaystyle \Theta (s)=s{\frac {d}{ds}}}

## Другие функции, подсчитывающие простые числа
Другие функции, подсчитывающие простые числа, также используются, поскольку с ними удобнее работать. Одна из них — функция Римана, часто обозначаемая как {\displaystyle \Pi _{0}(x)} или {\displaystyle J_{0}(x)}. Она испытывает прыжок на 1/n для степеней простых {\displaystyle p^{n}}, причем в точке прыжка {\displaystyle x} её значение равно полусумме значений на обеих сторонах от {\displaystyle x}. Эти дополнительные детали нужны для того, чтобы она могла быть определена обратным преобразованием Меллина. Формально, мы определим {\displaystyle \Pi _{0}(x)} как
{\displaystyle \Pi _{0}(x)={\frac {1}{2}}{\bigg (}\sum _{p^{n}<x}{\frac {1}{n}}\ +\sum _{p^{n}\leq x}{\frac {1}{n}}{\bigg )}}
где p простое.
Мы также можем записать
{\displaystyle \Pi _{0}(x)=\sum \limits _{n=2}^{x}{\frac {\Lambda (n)}{\ln n}}-{\frac {1}{2}}{\frac {\Lambda (x)}{\ln x}}=\sum _{n=1}^{\infty }{\frac {1}{n}}\pi _{0}({\sqrt[{n}]{x}})}
где {\displaystyle \Lambda (n)} — функция Мангольдта и
{\displaystyle \pi _{0}(x)=\lim _{\varepsilon \rightarrow 0}{\frac {\pi (x-\varepsilon )+\pi (x+\varepsilon )}{2}}.}
Формула обращения Мёбиуса дает
{\displaystyle \pi _{0}(x)=\sum _{n=1}^{\infty }{\frac {\mu (n)}{n}}\Pi _{0}({\sqrt[{n}]{x}})}
Используя известное соотношение между логарифмом дзета-функции Римана и функцией Мангольдта {\displaystyle \Lambda }, и используя формулу Перрона мы получим
{\displaystyle \ln \zeta (s)=s\int _{0}^{\infty }\Pi _{0}(x)x^{-s-1}\,dx}
Функция Римана имеет производящую функцию
{\displaystyle \sum _{n=1}^{\infty }\Pi _{0}(n)x^{n}=\sum _{a=2}^{\infty }{\frac {x^{a}}{1-x}}-{\frac {1}{2}}\sum _{a=2}^{\infty }\sum _{b=2}^{\infty }{\frac {x^{ab}}{1-x}}+{\frac {1}{3}}\sum _{a=2}^{\infty }\sum _{b=2}^{\infty }\sum _{c=2}^{\infty }{\frac {x^{abc}}{1-x}}-{\frac {1}{4}}\sum _{a=2}^{\infty }\sum _{b=2}^{\infty }\sum _{c=2}^{\infty }\sum _{d=2}^{\infty }{\frac {x^{abcd}}{1-x}}+\cdots }
Функции Чебышёва — это функции, подсчитывающие степени простых чисел {\displaystyle p^{n}} с весом {\displaystyle \ln p}:
{\displaystyle \theta (x)=\sum _{p\leqslant x}\ln p}
{\displaystyle \psi (x)=\sum _{p^{n}\leqslant x}\ln p=\sum _{n=1}^{\infty }\theta ({\sqrt[{n}]{x}})=\sum _{n\leqslant x}\Lambda (n).}

## Формулы для функций, подсчитывающих простые числа
Формулы для функций, подсчитывающих простые числа, бывают двух видов: арифметические формулы и аналитические формулы. Аналитические формулы для таких функций были впервые использованы для доказательства теоремы о простых числах. Они происходят от работ Римана и Мангольдта и в общем известны как явные формулы.
Существует следующее выражение для {\displaystyle \psi }-функции Чебышёва:
{\displaystyle \psi _{0}(x)=x-\sum _{\rho }{\frac {x^{\rho }}{\rho }}-\ln 2\pi -{\frac {1}{2}}\ln(1-x^{-2})}
где
{\displaystyle \psi _{0}(x)=\lim _{\varepsilon \rightarrow 0}{\frac {\psi (x-\varepsilon )+\psi (x+\varepsilon )}{2}}.}
Здесь {\displaystyle \rho } пробегает нули дзета-функции в критической полосе, где действительная часть {\displaystyle \rho } лежит между нулем и единицей. Формула верна для всех {\displaystyle x>1}. Ряд по корням сходится условно, и может быть взят в порядке абсолютного значения возрастания мнимой части корней. Заметим, что аналогичная сумма по тривиальным корням дает последнее слагаемое в формуле.
Для {\displaystyle \scriptstyle \Pi _{0}(x)} мы имеем следующую сложную формулу
{\displaystyle \Pi _{0}(x)=\operatorname {li} (x)-\sum _{\rho }\operatorname {li} (x^{\rho })-\ln 2+\int _{x}^{\infty }{\frac {dt}{t(t^{2}-1)\ln t}}.}
Опять же, формула верна для всех {\displaystyle x>1}, где {\displaystyle \rho } — нетривиальные нули зета-функции, упорядоченные по их абсолютному значению, и, снова, последний интеграл берется со знаком «минус» и является такой же суммой, но по тривиальным нулям. Выражение {\displaystyle \operatorname {li} (x^{\rho })} во втором члене может быть рассмотренно как {\displaystyle \operatorname {Ei} (\rho \ln x)}, где {\displaystyle \operatorname {Ei} } — это аналитическое продолжение интегральной показательной функции на комплексную плоскость с ветвью, вырезанной вдоль прямой {\displaystyle x<0}.
Таким образом, формула обращения Мёбиуса дает нам
{\displaystyle \pi _{0}(x)=\operatorname {R} (x)-\sum _{\rho }\operatorname {R} (x^{\rho })-{\frac {1}{\ln x}}+{\frac {1}{\pi }}\mathop {\mathrm {arctg} } {\frac {\pi }{\ln x}}}
верное для {\displaystyle x>1}, где
{\displaystyle \operatorname {R} (x)=\sum _{n=1}^{\infty }{\frac {\mu (n)}{n}}\operatorname {li} (x^{1/n})=1+\sum _{k=1}^{\infty }{\frac {(\ln x)^{k}}{k!k\zeta (k+1)}}}
называется R-функцией также в честь Римана. Последний ряд в ней известен как ряд Грама и сходится для всех {\displaystyle x>0}.
Сумма по нетривиальным нулям дзета-функции в формуле для {\displaystyle \pi _{0}(x)} описывает флуктуации {\displaystyle \pi _{0}(x)}, в то время как остальные слагаемые дают гладкую часть пи-функции, поэтому мы можем использовать
{\displaystyle \operatorname {R} (x)-{\frac {1}{\ln x}}+{\frac {1}{\pi }}\mathop {\mathrm {arctg} } {\frac {\pi }{\ln x}}}
как наилучшее приближение для {\displaystyle \pi (x)} для {\displaystyle x>1}.
Амплитуда «шумной» части эвристически оценивается как {\displaystyle {\sqrt {x}}/\ln x}, поэтому флуктуации в распределении простых могут быть явно представлены {\displaystyle \Delta }-функцией:
{\displaystyle \Delta (x)=\left(\pi _{0}(x)-\operatorname {R} (x)+{\frac {1}{\ln x}}-{\frac {1}{\pi }}\mathop {\mathrm {arctg} } {\frac {\pi }{\ln x}}\right){\frac {\ln x}{\sqrt {x}}}.}
Обширные таблицы значений {\displaystyle \Delta (x)} доступны здесь.

## Неравенства
Здесь выписаны некоторые неравенства для {\displaystyle \pi (x)}.
{\displaystyle {\frac {x}{\ln x}}<\pi (x)<1{,}25506\cdot {\frac {x}{\ln x}}\qquad x\geqslant 17.}
Левое неравенство выполняется при {\displaystyle x\geqslant 17}, а правое — при {\displaystyle x>1.}
Неравенства для {\displaystyle n}-го простого числа {\displaystyle p_{n}}:
{\displaystyle n\ln n+n\ln \ln n-3/2\cdot n<p_{n}<n\ln n+n\ln \ln n,\ n\geqslant 6.}
Левое неравенство верно при {\displaystyle n\geqslant 2}, а правое — при {\displaystyle n\geqslant 6}.
Имеет место следующая асимптотика для {\displaystyle n}-го простого числа {\displaystyle p_{n}}:
{\displaystyle p_{n}=n\ln n\left(1+{\frac {\ln \ln n-1}{\ln n}}+{\frac {\ln \ln n-2}{\ln ^{2}n}}+{\frac {-1/2\ln ^{2}\ln n+3\ln \ln n-11/2}{\ln ^{3}n}}+O\left({\frac {\ln ^{3}\ln n}{\ln ^{4}n}}\right)\right)}

## Гипотеза Римана
Гипотеза Римана эквивалентна более точной границе ошибки приближения {\displaystyle \pi (x)} интегральным логарифмом, а отсюда и более регулярному распределению простых чисел
{\displaystyle \pi (x)=\operatorname {li} (x)+O({\sqrt {x}}\ln x).}
В частности,
{\displaystyle |\pi (x)-\operatorname {li} (x)|<{\frac {1}{8\pi }}{\sqrt {x}}\,\ln x,\qquad x\geqslant 2657.}